# Mucuna tomentosa
Mucuna tomentosa là một loài thực vật có hoa trong họ Đậu. Loài này được K.Schum. miêu tả khoa học đầu tiên.